# Distrito de Antananarivo Renivohitra
Antananarivo Renivohitra es un distrito de la región de Analamanga, en la isla de Madagascar, con una población estimada en julio de 2014 de 1 334 302 habitantes.
Se encuentra ubicado en el centro de la isla, a poca distancia al norte de la capital nacional, Antananarivo.